# Солотвинська селищна рада (Богородчанський район)
Соло́твинська се́лищна ра́да — адміністративно-територіальна одиниця та орган місцевого самоврядування в Богородчанському районі Івано-Франківської області. Адміністративний центр — селище міського типу Солотвин.

## Загальні відомості
- Територія ради: 19 км²
- Населення ради: 3937 осіб (станом на 2015 рік)[1]
- Територією ради протікає річка Бистриця Солотвинська

## Населені пункти
Селищній раді підпорядковані населені пункти:
- смт Солотвин

## Склад ради
Рада складається з 26 депутатів та голови.
- Голова ради: Боднарчук Роман Степанович
- Секретар ради: Тютюнник Наталія Валеріївна

### Керівний склад попередніх скликань
| Прізвище, ім'я, по батькові | Основні відомості                                                | Дата обрання | Дата звільнення |
| --------------------------- | ---------------------------------------------------------------- | ------------ | --------------- |
| Гринішак Степан Васильович  | Селищний голова, 1959 року народження                            | 26.03.2006   | 08.04.2010      |
| Боднарчук Роман Степанович  | Селищний голова, 1974 року народження, освіта вища, безпартійний | 31.10.2010   |                 |

Примітка: таблиця складена за даними сайту Верховної Ради України

### Депутати
За результатами місцевих виборів 2010 року депутатами ради стали:

#### За суб'єктами висування
| Суб'єкт висування               | Кількість обраних депутатів | %    |
| ------------------------------- | --------------------------- | ---- |
| Самовисування                   | 20                          | 76,9 |
| Народна партія                  | 4                           | 15,4 |
| Політична партія «Наша Україна» | 2                           | 7,7  |

#### За округами
| № округу                        | Прізвище, ім'я, по батькові    | Дата визнання обраним | Освіта             | Партійна приналежність                        | Відомості про обраного депутата                                    |
| ------------------------------- | ------------------------------ | --------------------- | ------------------ | --------------------------------------------- | ------------------------------------------------------------------ |
| Народна Партія                  |                                |                       |                    |                                               |                                                                    |
| 9                               | Паневник Микола Миколайович    | 04.11.2010            | вища               | позапартійний                                 | Солотвинська ветеринарна лікарня, завідувач                        |
| 10                              | Міщук Михайло Михайлович       | 04.11.2010            | вища               | позапартійний                                 | Солотвинський держлісгосп, лісничий                                |
| 14                              | Мізерак Степан Васильович      | 04.11.2010            | вища               | позапартійний                                 | Солотвинський держлісгосп, головний інженер                        |
| 25                              | Забойський Володимир Іванович  | 04.11.2010            | вища               | позапартійний                                 | тимчасово не працює                                                |
| Політична партія «Наша Україна» |                                |                       |                    |                                               |                                                                    |
| 8                               | Дрогобицький Роман Несторович  | 04.11.2010            | вища               | член Політичної партії «Наша Україна»         | пенсіонер                                                          |
| 23                              | Римарук Володимир Ярославович  | 04.11.2010            | середня спеціальна | член Політичної партії «Наша Україна»         | Спец УБР «Тюмень», помічник бурильщика                             |
| Самовисування                   |                                |                       |                    |                                               |                                                                    |
| 1                               | Косович Дмитро Миколайович     | 04.11.2010            | середня            | позапартійний                                 | тимчасово не працює                                                |
| 2                               | Микуляк Тарас Михайлович       | 04.11.2010            | вища               | позапартійний                                 | БУЕГГ, майстер                                                     |
| 3                               | Мрічко Микола Миколайович      | 04.11.2010            | середня            | позапартійний                                 | Солотвинська центральна районна лікарня, оператор газової котельні |
| 4                               | Рашкевич Тарас Степанович      | 04.11.2010            | вища               | позапартійний                                 | Калушська нафто -газова експедиція, начальник бурової              |
| 5                               | Драбчук Олександр Миколайович  | 04.11.2010            | вища               | позапартійний                                 | ДО Резиденція «Синьогора», головний енергетик                      |
| 6                               | Кропивницька Тетяна Ігорівна   | 04.11.2010            | вища               | позапартійна                                  | приватний підприємець                                              |
| 7                               | Богославець Ігор Олексійович   | 04.11.2010            | середня            | позапартійний                                 | Солотвинський побут-комбінат, майстер по ремонту взуття            |
| 11                              | Атаманчук Ігор Васильович      | 04.11.2010            | вища               | позапартійний                                 | Прикарпатський УБР, майстер ремонту паро-силового господарства     |
| 12                              | Струк Ганна Василівна          | 04.11.2010            | вища               | позапартійна                                  | Солотвинська селищна рада, в.о. селищного голови                   |
| 13                              | Гавриш Іван Васильович         | 04.11.2010            | середня            | позапартійний                                 | Надвірнянський НГВУ, шофер                                         |
| 15                              | Кріцак Віталій Степанович      | 04.11.2010            | вища               | член Всеукраїнського об'єднання «Батьківщина» | Надвірнянський НГВУ, інженер обслуговування газоприладів           |
| 16                              | Возна Галина Степанівна        | 04.11.2010            | середня спеціальна | позапартійна                                  | приватний підприємець                                              |
| 17                              | Хімчак Тетяна Вікторівна       | 04.11.2010            | середня спеціальна | член Політичної партії «Наша Україна»         | тимчасово не працює                                                |
| 18                              | Дерев'янко Любов Василівна     | 04.11.2010            | середня            | позапартійна                                  | тимчасово не працює                                                |
| 19                              | Суслик Юрій Васильович         | 04.11.2010            | вища               | член Всеукраїнського об'єднання «Свобода»     | ТОВ «Новекс дім», фінансовий директор                              |
| 20                              | Богославець Оксана Денисівна   | 04.11.2010            | вища               | позапартійна                                  | Солотвинська спеціальна загальноосвітня школа-інтернат, вихователь |
| 21                              | Волочій Віктор Володимирович   | 04.11.2010            | вища               | позапартійний                                 | тимчасово не працює                                                |
| 22                              | Тютюнник Наталія Валеріївна    | 04.11.2010            | вища               | позапартійна                                  | тимчасово не працює                                                |
| 24                              | Мартинець Богдан Броніславович | 04.11.2010            | середня спеціальна | член Політичної партії «Наша Україна»         | Надвірнянський НГВУ, водій                                         |
| 26                              | Зіняк Галина Григорівна        | 04.11.2010            | середня            | позапартійна                                  | Солотвинська перукарня, перукар                                    |